# Jacques Courtois
Jacques Courtois, francoski slikar in jezuit, * 1621, † 20. maj 1676.
Deloval je v Rimu in Firencah, kjer je zaslovel kot najboljši slikar bojnih scen, poleg tega pa je uporabljal tudi historične motive in portrete. Kasneje je vstopil v jezuitski red, a je nadaljeval s slikanjem.